# Gil Penchina

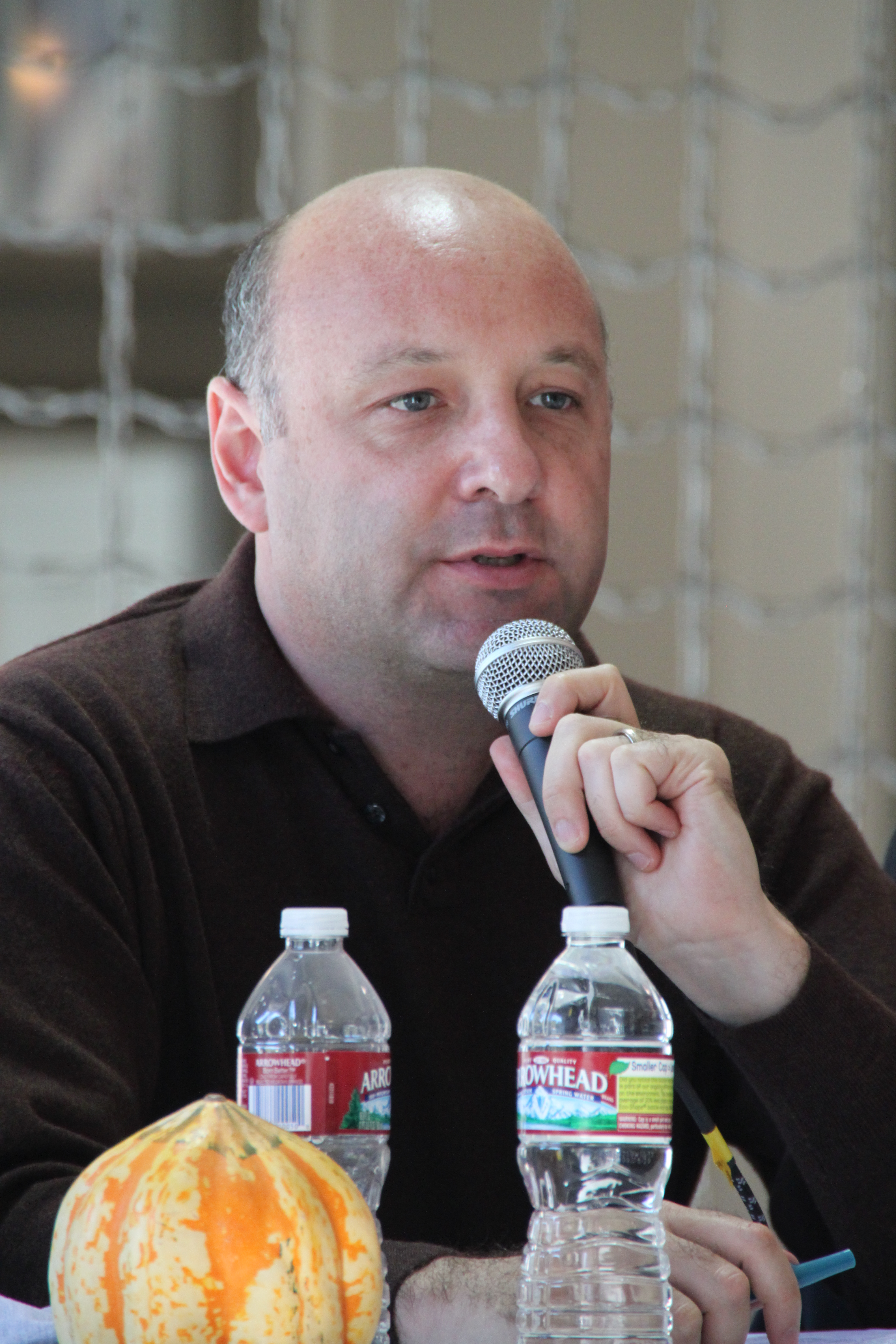
Gil Penchina năm 2010

Gil Penchina là một giám đốc kinh doanh người Mỹ, trước đây từng là tổng giám đốc điều hành của Wikia, và phó chủ tịch kiêm tổng giám đốc của eBay.
Ông là cựu sinh viên năm 1997 của Kellogg School of Management tại Đại học Northwestern và Đại học Massachusetts Amherst.